# آدم ميتشيل
آدم ميتشيل (بالإنجليزية: Adam Mitchell)‏ (و. 1982 – م) هو لاعب هوكي الجليد، من كندا.

## روابط خارجية
- آدم ميتشيل على موقع EliteProspects.com (الإنجليزية)
- آدم ميتشيل على موقع Eurohockey.com (الإنجليزية)
- آدم ميتشيل على موقع HockeyDB.com (الإنجليزية)